# Jumeneng
Jumeneng is een bestuurslaag in het regentschap Mojokerto van de provincie Oost-Java, Indonesië. Jumeneng telt 2981 inwoners (volkstelling 2010).